# Departamento de O'Higgins
Departamento de O'Higgins är en kommun i Argentina.   Den ligger i provinsen Chaco, i den norra delen av landet, 800 km norr om huvudstaden Buenos Aires. Antalet invånare är 19 231.
Trakten runt Departamento de O'Higgins består till största delen av jordbruksmark. Runt Departamento de O'Higgins är det glesbefolkat, med 12 invånare per kvadratkilometer.